# Orthion oblanceolatum
Orthion oblanceolatum là một loài thực vật có hoa trong họ Hoa tím. Loài này được Lundell mô tả khoa học đầu tiên năm 1941.